# Rheda-Wiedenbrück
Rheda-Wiedenbrück és una ciutat del districte de Gütersloh, a l'estat federat de Rin del Nord-Westfàlia a Alemanya, al marge del riu Ems i a 50 km a l'est de Münster i 10 km al sud-oest de Gütersloh. El 2012 tenia 47540 habitants.
Fins a 1970 eren dues ciutats separades Rheda i Wiedenbrück. El 1995 va agermanar-se amb la ciutat catalana de Palamós (Baix Empordà).

## Geografia

### Municipis veïns
- Oelde
- Herzebrock-Clarholz
- Gütersloh
- Rietberg
- Langenberg

### Nuclis
| Districte     | Habitants | Àrea      | Nuclis de Rheda-Wiedenbrück |
| Batenhorst    | 1.565     | 16,90 km² | Nuclis de Rheda-Wiedenbrück |
| Lintel        | 1.427     | 21,75 km² | Nuclis de Rheda-Wiedenbrück |
| Nordrheda-Ems | *         | 13,95 km² | Nuclis de Rheda-Wiedenbrück |
| Rheda         | 21.145    | 13,11 km² | Nuclis de Rheda-Wiedenbrück |
| Sankt Vit     | 1.502     | 10,38 km² | Nuclis de Rheda-Wiedenbrück |
| Wiedenbrück   | 20.753    | 10,57 km² | Nuclis de Rheda-Wiedenbrück |
| Total         | 46.401    | 86,66 km² | Nuclis de Rheda-Wiedenbrück |

## Història
Vers 1220 el centre històric de Rheda va desenvolupar-se al l'entorn del castell de mota i pati del burg. El 1355 va rebre el dret de ciutat. A Wiedenbrück es va construir una primera església a l'època carolíngia vers 785 que va transformar-se en basílica a l'entorn de l'any 900. El primer esment com a ciutat (civitas) data del 1231.
El 1970 les dues ciutats veïnes van fusionar i incorporar Batenhorst, Lintel, Sankt Vit i Nordrheda-Ems, quatre municipis rurals dels afores.

## Llocs d'interès
- Les cases d'entramat de fusta amb decoracións policromes als nuclis antics de Rheda i de Wiedenbrück
- Museu dels teixidors de lli a Rheda
- El burg (castell) de Rheda als mig dels fossats

## Nascuts a Rheda-Wiedenbrück
- Ingo Pohlmann (Cantant de música pop)